# Канталупо нел Санио
Канталу̀по нел Са̀нио (на италиански: Cantalupo nel Sannio) е село и община в Централна Италия, провинция Изерния, регион Молизе. Разположено е на 587 m надморска височина. Населението на общината е 756 души (към 2010 г.).